# Dieter Fuhrmann
Dieter Fuhrmann (* 1928 in Rostock; † 2013 in Greifswald) war ein deutscher Maler und Kunsterzieher. Von 1946 bis 1993 arbeitete er als Lehrer für Kunst und Deutsch im Kreis Greifswald, später in der Stadt Greifswald. Von 1990 bis 2000 war er Vorsitzender des Bundes Deutscher Kunsterzieher im Land Mecklenburg-Vorpommern.

## Künstlerisches Schaffen

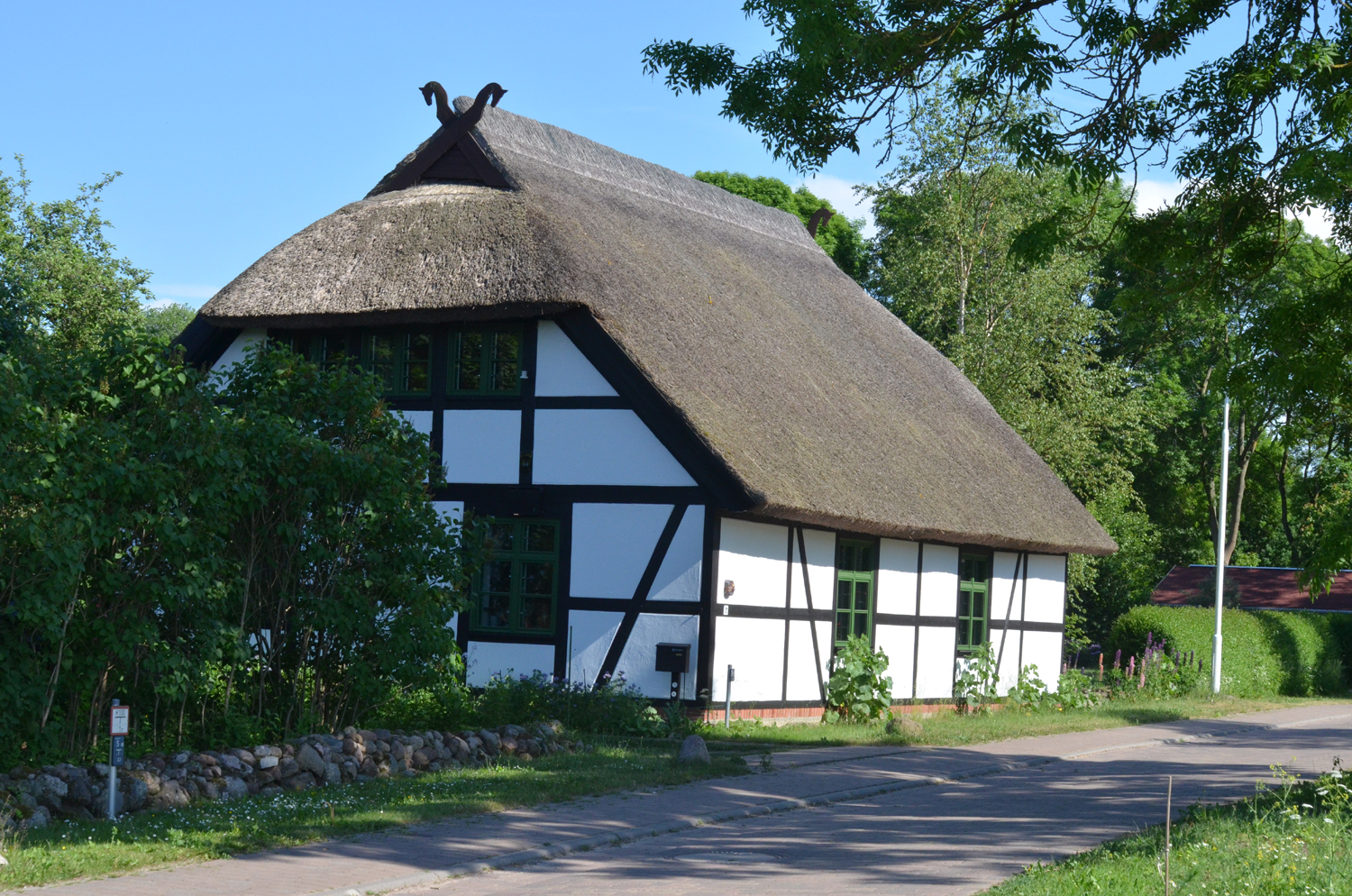
„Bilderhütte Kühlenhagen“ bei Wolgast, letzter Wohnort des Malers Dieter Fuhrmann

Dieter Fuhrmann wurde bis zu seiner Pensionierung 1993 vor allem als außergewöhnlich aktiver Kunsterzieher wahrgenommen, weniger als Künstler. Seine Bekanntheit außerhalb Greifswald basierte vor allem auf seiner Arbeit als Mitinitiator des „Bezirksspezialistenlagers Rostock“, eines zweiwöchigen Kunst-Sommerkurses für hochbegabte Kinder. 
In seinem eigenen bildnerischen Schaffen thematisierte Fuhrmann vor allem die norddeutsche Landschaft. Stilistisch erinnern diese Werke an französische Impressionisten, auf die er sich auch verbal bezog. Anders als bei den genannten Vorbildern dominieren auf seinen Werken dieser Zeit jedoch trübe, teils düstere Licht- und Landschaftssituationen. In dieser Zeit bevorzugte er das Malen mit Temperafarben. 
Nach 1993, als Fuhrmann sich ganz dem künstlerischen Schaffen widmete, änderte sich sein Stil: Seine Bilder wurden expressiver, die Farben leuchtender, von nun an malte er meist mit Ölfarben und Acrylfarben.
In einem Fernsehinterview erläuterte der Künstler: „Die deutschen Expressionisten, von Karl Schmidt-Rottluff bis Emil Nolde und Franz Marc… wie französische Impressionisten, von Auguste Renoir bis Claude Monet, das sehe ich mir sehr sehr gerne an, weil die mit der Farbigkeit so unterschiedlich umgehen und das Erlebnis Natur so persönlich widerspiegeln… Und das geht mir genau so, ich erlebe die Natur und versuche dann meine eigene Antwort zu geben… und da der Mensch verschiedene Seiten hat und auch mal laut und mal leise spricht, sind auch die Bilder mal laut und mal leise.“
In den 1990er Jahren wurden die Werke Fuhrmann durch eine damals bekannte Galerie vertrieben, der „Galerie am Lühedeich“ in Grünendeich bei Jork im Alten Land, vor den Toren Hamburgs. Die Galerie in den Elbmarschen vertrat zahlreiche Landschaftsmaler. Als sie Ende 2001 die Pforten am Lühedeich schließen musste, weil ein Mietvertrag nicht verlängert wurde, wählte die Galerie Fuhrmanns Arbeiten für ihre Abschiedsausstellung aus.
Das Ende der Ausstellungsmöglichkeit in den Elbmarschen hatte für Fuhrmann gravierende Auswirkungen. Nach 2001 er nie wieder eine renommierte Galerie im Umfeld einer Großstadt und sein Zugang zum überregionalen Kunstmarkt war verschlossen.
Dafür stieg Fuhrmanns Bekanntheit in Vorpommern, unter anderem durch seine Teilnahme am jährlich stattfindenden Kulturevent „Kunst offen“, bei dem bildende Künstler aus der Region Vorpommern für einen Tag ihre Ateliers öffnen. 
In dieser Zeit wurde Fuhrmann mehr und mehr als identitätsstiftender Heimatmaler wahrgenommen, regionale Medien suchten das Gespräch mit ihm.

## Ausstellungen
- 1999: „Alles Hiddensee“, „Galerie am Lühedeich“, Grünendeich
- 2001: „Abschiedsausstellung der Galerie am Lühedeich“, „Galerie am Lühedeich“, Grünendeich
- 2004: „Dieter Fuhrmann: Neu Boltenhagen und rundherum“, Altes Gutshaus, Neu Boltenhagen
- 2004: „Dieter Fuhrmann: unterwegs“, „Tabakspeicher“, Schwedt/Oder
- 2004: „Renate und Dieter Fuhrmann, Foto und Malerei ‚Rundum bei uns‘“,  Literatursalon, Greifswald
- 2013: „Bilderhütte Kühlenhagen“, Ausstellung Bilderhütte Kühlenhagen
- 2017/2018: „2 x Fuhrmann Eigene Wege“, Gemeinschaftsausstellung Dieter Fuhrmann & Gerhard Fuhrmann, Landratsamt, Greifswald

## Fernsehbeiträge
- Immer unterwegs: Der Künstler Dieter Fuhrmann Greifswald TV, Fernsehbeitrag, Beitrag aus der Sendung „regional“ vom 12. Oktober 2012.